# Погодіна Ольга Станіславівна
Ольга Станіславівна Погодіна (нар.. 21 вересня 1976, Москва, СРСР) — російська акторка театру і кіно, кінопродюсер, сценарист. Знімалась у багатьох українських фільмах. Народна артистка Російської Федерації (2017). Лауреат премії «Золотий орел» за 2016 рік (2017), володарка гран-прі VIII Євразійського телефоруму Євразійської академії телебачення і радіо (ЕАТР) в Москві (2005). Член Спілки кінематографістів Російської Федерації.

## Біографія
Народилася 21 вересня 1976 року в Москві, СРСР. 
З дитинства жила в районі Орехово-Борисово Південне. Батько — Бобович Станіслав Юрійович, державний службовець, працював головним інженером заводу в Люберцях. Мати — Погодіна Лія Олександрівна, акторка.
З дитинства не мала можливості постійно відвідувати середню школу через слабке здоров'я, тому Лія Олександрівна була змушена пожертвувати своєю акторською кар'єрою і присвятити багато років домашній освіті доньки. Середню освіту школярці довелося отримувати екстерном. У шістнадцять років вона вирішила піти по стопах матері і вступила до Щукінського училища.
Від самого початку і протягом усіх років навчання у «Щуці» відносини студентки та керівника курсу Марини Олександрівни Пантелєєвої не склалися. Кожен рік Пантелєєва ставила перед кафедрою питання про профнепридатність Ольги Погодіної, але кожного разу керівництво кафедри залишало студентку на курсі. На останньому курсі керівник відмовилася займати Погодіну в дипломних спектаклях, тому, як єдиний в історії Щукінського училища виняток, репетирувати з непокірною студенткою в інсценуванні чеховських оповідань взялися проректор Петро Глібович Попов і педагог Володимир Петрович Поглазов. У підсумку, в 1997 році закінчила Вище театральне училище імені Бориса Щукіна (курс Марини Олександрівни Пантелєєвої), а в дипломі випускниці, підписаному Пантелєєвою, у предметі «Майстерність актора» стоїть «п'ятірка».
У 1998 році стала актрисою Московського театрального центру «Вишневий сад» під керівництвом заслуженого діяча мистецтв Російської Федерації, народного артиста Російської Федерації Олександра Михайловича Вількіна. За роль Маріани у виставі «Тартюф» була номінована на премію Спілки театральних діячів Російської Федерації на фестивалі «Московські дебюти року».
співпрацює з театром «Центр драматургії і режисури» під керівництвом Олексія Казанцева та Михайла Рощина (Москва).
Є генеральним директором і одним із засновників товариства з обмеженою відповідальністю «ОДА-Фільм» (Москва), що займається виробництвом кінофільмів, відеофільмів і телевізійних програм.
Член громадської організації «Спілка кінематографістів Російської Федерації» (Москва).

### Громадська позиція
У 2007—2008 роках Ольга Погодіна була членом Вищої ради російської політичної партії «Громадянська сила».

### Особисте життя
- Незареєстрований шлюб — Михайло Анатолійович Дорожкін (нар. 1 жовтня 1973), російський актор театру і кіно. Ольга і Михайло познайомилися в 2000 році на зйомках фільму «Тихі вири». Прожили разом сім років у незареєстрованому шлюбі. Спільних дітей у пари немає.
- Перший чоловік — Ігор, бізнесмен. Одружилися в 2007 році. Через деякий час шлюб розпався.
- Другий чоловік — Олексій Вікторович Піманов (нар. 9 лютого 1962), російський режисер, продюсер, сценарист, журналіст, телеведучий, політичний діяч. Шлюб укладений в 2014 році[9].

## Творчість

### Театральні роботи

#### Московський театральний центр «Вишневий сад» під керівництвом Олександра Вількіна
- 1998 — «Тартюф» за комедійною п'єсою Мольєра «Тартюф, або Обманщик» (режисер-постановник — Олександр Вількін) — Маріана, дочка Оргона, закохана у Валера[10].

#### Театр «Центр драматургії і режисури» під керівництвом Олексія Казанцева іМихайла Рощина(Москва)
- 2001 — «Сет-2» (режисерка — Ольга Суботіна)
- 2002 — «Покриття для підлоги» (режисерка — Ольга Суботіна)
- 2002 — «Москва — відкрите місто» (режисерка — Ольга Суботіна)

### Фільмографія

#### Акторка
- 2000 —  Маросейка, 12 (фільм № 1 «Операція» Зелений лід "") —  Ліля, секретар
- 2000 —  Салон краси —  Женя
- 2000 — Тихі вири —  дівчина, яка курить на балконі  (епізод)
- 2001 —  Курортний роман (серія «Перехрестя долі») — Вероніка
- 2001 —  П'ятий кут —  секретар Редькіна
- 2002 —  Дронго —  секретарка депутата Лазарева («Лазаря»)
- 2002 —  FM і хлопці (серія № 46 «Троянський кінь») —  Юля
- 2002 —  Якщо наречена — відьма —  Аліса Малкович, юна «чаклунка»  (головна роль)
- 2002 —  Лінія захисту (серія № 6 «Смертельне алібі») —  Клара
- 2002 — Прості істини —  Ольга Дмитрівна Бородіна, вчителька хімії
- 2002 — Жіноча логіка 2 —  Ніна, офіціантка
- 2002 —  Російські амазонки —  Еля
- 2003 —  Жіноча інтуїція —  Даша, кохана Олександра, няня Маші, подруга Інги та Лілії  (головна роль)
- 2003 —  Ангел на дорогах —  Вікторія, коханка Сергія
- 2003 —  Вогнеборці —  Олена
- 2003 —  Золотий вік —  графиня Толстая
- 2003 —  Овідій —  Поліна Астахова, художниця  (головна роль)
- 2003 — Моя Пречистенка —  Клара Дюро
- 2003 — А вранці вони прокинулися —  дружина професора
- 2003 — Повернення Мухтара (серія № 35 «Алібі») —  Саша і Ліза (близнюки)
- 2004 —  Таксистка —  Елла  (в одному епізоді)
- 2004 — Тобі, справжньому —  Джессіка
- 2004 —  Стерво, або Дивацтва любові —  Дуня
- 2004 —  П'ять зірок —  Христина Ігнатова
- 2004 —  Близнюки —  Соня Кадкова, дружина начальника споживспілки
- 2004 — Таксистка. Новий рік за Гринвічем —  Елла
- 2004 —  Убий мене! Ну, будь ласка! —  Валерія, олімпійська чемпіонка з біатлону
- 2004 — Кажан —  Іда, сестра Аделі, кохана Фалька, аптекарка
- 2004 — Джек-пот для Попелюшки —  Лариса
- 2004 —  Повернення Мухтара 2 —  Саша і Ліза (близнюки)
- 2005 — Жіноча інтуїція 2 —  Даша, дружина Олександра, мачуха Маші, подруга Лілії та Інги  (головна роль)
- 2005 — Чоловічий сезон: Оксамитова революція —  співробітниця Управління
- 2005 — Убивча сила 6 (фільм № 7 «Вигідний наречений») — Зіна Архипова («Заноза»)
- 2005 —  Ешелон —  Ерна, німкеня
- 2005 —  Дівчинка з півночі —  Ірена Бонд-Бондарева
- 2005 —  У ритмі танго —  Ольга Веневітова  (головна роль)
- 2006 —  Щасливий —  Лада  (головна роль)
- 2006 —  Скульптор —  Олена
- 2006 —  Розсмішити Бога —  Світлана Голованова, дружина Стаса  (головна роль)
- 2006 — Біс в ребро, або Чудова четвірка —  Віолетта, журналіст
- 2006 —  Охоронець (фільм № 1 «Ближнє коло») —  Наталя Білківська, вдова великого бізнесмена
- 2007 — Погоня за ангелом —  Маша Перовська
- 2007 —  Капкан —  Поліна Крашевська
- 2007 —  Межа бажань —  Олена Нестеренко, бізнес-леді, перше кохання Сергія  (головна роль)
- 2007 —  Прощайте, доктор Чехов! —   Ольга Леонардівна Кніппер-Чехова, дружина  Антона Павловича Чехова
- 2007 —  Терміново в номер —  Вікторія Данилова, дружина Кирила
- 2007 —  Шляховики (серія № 7 «Невипадкова зустріч») — Зоя
- 2007 —  Три дні в Одесі /  Олександрівський сад 2 —  Ліда Шереметьєва
- 2007 — Джоконда на асфальті — епізод
- 2007 — Моя Пречистенка —  Клара Дюро, акторка, дружина Жоржа Надеїна
- 2008 —  Терміново в номер 2 —  Вікторія Данилова, дружина Кирила
- 2008 —  Дистанція (інша назва — «118 секунд, до … і після») —  Рита (прототип —  Світлана Мастеркова), дворазова олімпійська чемпіонка з легкої атлетики
- 2008 —  Легенда про Ольгу —   Ольга Костянтинівна Чехова, російська і німецька акторка театру і кіно, державна акторка  Третього рейху  (головна роль)
- 2009 — Чоловічий сезон 2. Час гніву —  співробітниця Управління
- 2009 —  Журов (1-й сезон: фільм № 4 «Тяжкий хрест» — серії № 7-8) —  Людмила Степанівна Сметаніна, дружина депутата
- 2009 — Чоловік в моїй голові —  Олена Олександрівна, керуюча книгарнею  (головна роль)
- 2010 —  Одружити мільйонера —  Ірина, претендентка на вигідний шлюб
- 2010 —  Точка кипіння —  Галюня, галеристка, подруга Даші
- 2011 —  Відображення —  Єлизавета Круглова , потім  Дар'я Єрьоміна  (головна роль)
- 2011 —  Ніч самотнього пугача —  Анна, шеф-кухарка ресторану «високої кухні» Вадима Бєлозьорова  (головна роль)
- 2011 —  Терміново в номер 3 —  Вікторія Данилова, дружина Кирила
- 2012 —  Забава —  Ніна
- 2013 —  Людмила —  Анастасія
- 2015 —  Любов прет-а-порте —  Ольга, російська дівчина  (головна роль)
- 2015 — Бабин бунт, або Війна в Новосьолково —  Юлька  (головна роль)
- 2016 —  Маргарита Назарова —   Маргарита Назарова, радянська дресирувальниця тигрів  (головна роль)[11]

#### Продюсер
- 2008 — Ненависть
- 2008 — Дистанція (інша назва — «118 секунд, до… і після»)
- 2009 — Чоловік в моїй голові
- 2011 — Ніч самотнього філіна
- 2012 — Відображення
- 2014 — Бабин бунт, або Війна в Новосьолково
- 2015 — Любов прет-а-порте (Італія, Росія)
- 2016 — Маргарита Назарова

#### Сценарист
- 2014 — Бабин бунт, або Війна в Новосьолково

### Ведуча концертів і церемоній нагородження
- Церемонія нагородження «Обличчя року».
- Церемонія нагородження «Жіночий образ».
- Церемонія нагородження Міжнародного фестивалю акторів кіно «Сузір'я», заснованого Гільдією акторів кіно Росії.
- 2008 — церемонія нагородження кінопремії «Ніка».
- 2015 — церемонія нагородження Міжнародного фестивалю циркового мистецтва «Ідол».
- Концерти Ігоря Наджиєва, Яна Арлазорова.

### Участь в рекламі
Ольга Погодіна знялася в понад 20 рекламних відеороликах, найпомітнішими з яких стали:
- ролик «Московської стільникового»;
- реклама товарів для здоров'я фірми «Gezan» (Франція-Росія);
- реклама косметичної серії «Prestij» компанії «Alen mak» (Болгарія);
- реклама ювелірної колекції фірми «Російський ювелір»;
- реклама російського «Дьюті фрі».

## Визнання

### Державні нагороди та звання
- 2009 — почесне звання «Заслужений артист Російської Федерації» — за заслуги в галузі мистецтва.
- 2017 — почесне звання «Народний артист Російської Федерації» — за великі заслуги в галузі мистецтва.

### Громадські нагороди та премії
- 1998 — номінація на премію Союзу театральних діячів Російської Федерації на фестивалі «Московські дебюти року» — за роль Маріани у виставі «Тартюф» за комедійною п'єсою Мольєра «Тартюф, або Обманщик» режисера-постановника Олександра Вількіна на сцені Московського театрального центру «Вишневий сад».
- 2005 — гран-прі в номінації «Ігровий телевізійний фільм/серіал» на творчому конкурсі VIII Євразійського телефоруму Євразійської академії телебачення і радіо (ЕАТР) у Москві отримав телесеріал «Ешелон» (режисери — Ніойле Адомінайте і Дмитро Долінін), в якому Ольга Погодіна виконала головну роль німкені Ерни[12].
- 2009 — номінація на премію «Теффі» «За кращу жіночу роль» — за виконання головної ролі в картині «Легенда про Ольгу».
- 2009 — приз «За кращу жіночу роль» на Міжнародному чеховському фестивалі в Парижі — за роль Ольги Кніппер-Чехової в картині «Прощайте, доктор Чехов!».
- 2010 — почесна відзнака «Трудова доблесть» (Росія).
- 2016 — ім'я актриси Ольги Погодіної після зйомок у багатосерійному біографічному телевізійному художньому фільмі «Маргарита Назарова» внесено в Книгу рекордів Росії — за виконання (без дублера) трюку «голова дресирувальника у пащі тигра» (тигриці на прізвисько «Шакіра»).
- 2017 — російська кінопремія «Золотий орел» за 2016 рік у номінації «Найкраща жіноча роль на телебаченні» — за виконання ролі радянської дресирувальниці тигрів Маргарити Назарової в телесеріалі «Маргарита Назарова» (2016).